# ASKV Francfort/Oder
Le ASKV Francfort-sur-l'Oder (en allemand Armeesportklub Vorwärts Frankfurt-am-Oder, « Club sportif de l’armée En Avant ») était un club omnisports situé à Francfort-sur-l'Oder en République démocratique allemande. Il dépendait du Armeesportvereinigung Vorwärts (ASV), organisation sportive de l’armée est-allemande.

## Historique
À la suite de sa création en janvier 1956, l’armée est-allemande se dote de structures sportives le 1er octobre 1956, dans la logique du développement du sport d’élite en Allemagne de l’Est. Le premier club militaire est lancé en 1958 à Berlin (ASK Vorwärts Berlin). À la suite des Jeux olympiques de Mexico, où la RDA défile pour la première fois sous son propre drapeau, les autorités choisissent de concentrer plus encore les moyens et leurs athlètes pour faire du sport un emblème du régime communiste. C’est dans ce contexte que le  ASKV Francfort –sur-l'Oder  est fondé en 1969. Peu à peu, un certain nombre de sections de l’ASK Vorwärts Berlin lui sont transférés : le handball dès 1969, puis la boxe et le judo (1973), puis enfin le cyclisme (sur route et sur piste), la gymnastique, la lutte et le tir sportif. 
En 1971, le ministère de la Défense déplace d’autorité le club de football de l’ASK Vorwärts Berlin à Francfort-sur-l'Oder, et l’intègre à l’ASK Vorwärts Frankfurt. En février 1991, ce club prend le nom de Frankfurter FC Viktoria 91.
Le club obtiendra 13 médailles olympiques (6 d’or, 2 d’argent, 5 de bronze).
Il est dissous le 7 décembre 1990 à la suite de la réunification allemande et sept de ses huit sections placées individuellement sous le chapeau de la Frankfurter Sport Union qui compte aujourd’hui 15 disciplines. Seul le handball continuera sa route indépendamment sous le nom de BFV Francfort, club qui fusionnera en 1994 avec le SV Blau-Weiss Francfort pour former le Francfort HC.

## Athlètes célèbres
- Udo Beyer

## Handball
La section handball du club prend la succession de l’ASK Vorwärts Berlin en 1969. L'équipe masculine fut souvent barrée par l'Empor Rostock et le SC Magdebourg dans le championnat est-allemand, mais remporta une Coupe d’Europe des clubs champions en 1975. Les féminines furent sacrées cinq fois championnes de RDA.

### Palmarès (hommes)
- Coupe d'Europe des clubs champions (C1) (1) : 1975
- Championnat de RDA (3) : 1974, 1975, 1989
- Coupe de RDA (3) : 1975, 1976, 1983

### Palmarès (femmes)
- Coupe de l'IHF (C3) (1) : 1985 (de) et 1990 (de)
- Championnat de RDA (5) : 1982, 1983, 1985, 1986, 1987, 1990
- Coupe de RDA (5) : 1981, 1982, 1984, 1986